# Pablo Leder
Pablo Elías Fastag Lader, más conocido como Pablo Leder (Santa Rosalía, Baja California Sur, México, 22 de junio de 1942-Ciudad de México, 1 de noviembre de 2019) fue un director, productor, actor, escritor y guionista de teatro mexicano.

## Biografía
Pablo Elías Fastag Leder nació en Santa Rosalía (Baja California Sur) el 22 de junio de 1942 en el seno de una familia de origen judío polaco que huyó del régimen nazi. En su infancia se instaló con su familia en la Ciudad de México. Sintiéndose atraído por el mundo de la actuación, en 1960 ingresó a estudiar en el Instituto Andrés Soler, la escuela de actuación de la Asociación Nacional de Actores de México. En dicha institución, Pablo se destacó  de manera particular en la clase de pantomima que impartía en dicho recinto el director, actor, escritor y psicomago Alejandro Jodorowsky. A partir de ese momento, colaboró con Jodorowsky en una gran cantidad de obras teatrales bajo su dirección. De estos montajes se destacan El juego que todos jugamos (uno de los montajes teatrales más destacados en la faceta teatral de Jodorowsky) y La ópera del orden, la cual se caracterizó por causar controversia en su época porque aparecían algunos actores utilizando accesorios femeninos. En una ocasión el montaje fue interrumpido por una redada judicial y sus actores fueron detenidos. En otra ocasión, el camión donde viajaba la compañía fue agredido a pedradas en un pueblo.
Del teatro incursionó al cine. Actuó en Fando y Lis (1968), la primera cinta dirigida por Jodorowsky. En 1969 fungió como asistente de Jodorowsky en una de sus cintas más recordadas: El topo. En 1972 también asistió a Jodorowsky en la filmación de La montaña sagrada. En ese mismo año, debutó como director en el segmento Una cena de Navidad más como cada año en casa de una familia feliz como tantas familias, de la polémica película Pubertinaje. La cinta fue producida por Jodorowsky y el otro episodio dirigido por José Antonio Alcaraz. Esta película causó un escándalo en la censura de la época por tocar temas como el travestismo y la homosexualidad. La película estuvo enlatada durante seis años y se estrenó con una distribución y promoción prácticamente nulas.
En 1973 conoció a la actriz y cantante mexicana Irma Serrano La Tigresa. Se convirtió en asistente de la maestra Maricela Lara en la producción de la polémica obra teatral Nana, protagonizada por La Tigresa en el Teatro Fru Fru. A partir de ese momento Pablo alternó su trabajo en el teatro y el cine. En 1975 realizó una pequeña participación en la cinta Un amor extraño, con Sasha Montenegro y Julio Alemán, dirigida por Tito Davison. En 1976 fungió como asistente de producción y casting y colaborador del libreto de la cinta ¿No oyes ladrar a los perros?, de Francois Reichenbach y protagonizada por el actor Salvador Sánchez. En ese mismo año se mudó a París, Francia, donde radicó durante un año para colaborar en una película con Jodorowsky, proyecto que no se concretó.
En 1977, Pablo presentó a Jodorowsky con Irma Serrano. Este polémico binomio dio como resultado el montaje teatral Lucrecia Borgia. Sin embargo, las diferencias creativas entre ambos generaron un conflicto que derivó en que ambos estrenaran de manera simultánea su propia versión de la obra.
Colaboró con La Tigresa en una serie de exitosas obras: Yocasta Reina (1978), La guerra de las piernas cruzadas (1979) y A calzón amarrado (1980, basada en el libro autobiográfico de La Tigresa). Pablo fungió como director y coautor del guion de dichos montajes junto a Serrano.
En 1981 fue coautor del guion de la película El sexo sentido, de Rogelio A. González y protagonizada por Andrés García. En el teatro, Pablo creó el concepto Teatro de Medianoche, una serie de polémicos montajes dirigidos a un público estrictamente adulto en el Teatro Fru Fru. Estos montajes daban función a las 00:00. A pesar del escándalo que causaron por su contenido casi pornográfico, lo cierto es que fueron producciones con una gran calidad en cuanto a detalles de producción (escenografía, música, vestuario etc.) La obra que inauguró este concepto fue Emanuele en vivo, montaje creada a partir del éxito de la franquicia cinematográfica Emmanuelle, con la actriz francesa Sylvia Kristel. Otros exitosos montajes de este concepto fueron: Reclusorio para señoritas (1982) y ¡Vampira! (Emanuele de ultratumba) (1983).
En 1981 participó en un curso organizado por la cadena Televisa para agregar talento teatral a sus filas. Pablo consiguió ser un destacado participante del curso por lo que el productor Valentín Pimstein le ofreció la oportunidad de codirigir la telenovela Vanessa, protagonizada por Lucía Méndez. Sin embargo, la polémica que envolvía a las obras teatrales de Leder no fueron bien vistas por la televisora, y lo condicionan a abandonar el teatro, Pablo no aceptó este condicionamiento, rechazó la telenovela y continúa en el mundo teatral.
En 1984, Pablo fue contactado por un empresario estadounidense con el fin de llevar a Irma Serrano e Isela Vega (en ese entonces las actrices más polémicas de México) a Los Ángeles en una obra para el público latino. Pablo adaptó la obra Emanuele en vivo, dando como resultado el montaje Las Emanuele. La obra se estrenó en el Million Dollar Theatre de Los Ángeles. Un error del promotor (que llevó la obra con una clasificación "A", para todo público), causó un problema y la actriz Isela Vega fue detenida por la policía. La situación se arregló y el montaje causó sensación. Ante este éxito, Leder coproduce el montaje en el Teatro Fru Fru en la Ciudad de México, con el mismo éxito de taquilla. Esta fue su última colaboración con La Tigresa.
En 1987, Pablo fungió como asistente de producción y casting de la galardonada cinta Gaby: Una historia verdadera, de Luis Mandoki, con la actriz argentina Norma Aleandro. En 1989, se reúne con Jodorowsky fungiendo como asistente de casting y producción de la cinta Santa sangre.
Entre fines de los 80 y principios de los 2000, Pablo fungió como productor y director de montajes como La Sexycienta, con Isela Vega, Pecado en la Isla de las Cabras, con Manuel Ojeda, La ronda de las arpías (1991), Mi amigo es una dama, con Sonia Infante, Casémonos juntos, con Rebecca Jones, el musical Sugar'95 (1995), con Itatí Cantoral, y Drácula (2000), con Alejandro Camacho, entre muchas más.
En 2013 fue galardonado por su trayectoria con la Presea Caridad Bravo Adams, por la Sociedad General de Escritores de México (SOGEM). En su última década, Pablo también se dedicó a promocionar eventos culturales y a impartir conferencias motivacionales enfocadas en la equidad de género, la violencia intrafamiliar, el manejo de emociones y la autoestima, varios de ellos con la participación Rebecca Jones y Angélica Aragón, entre otras celebridades.
En 2017 publicó su primer libro titulado Hubo una vez... antes del SIDA, en el que hace un relato de la homosexualidad del México de los años 60 y 70. Pablo narra en una historia principal y treinta testimonios, una antología genuina y sincera de cómo se vivía la homosexualidad en el México de la época. Se inspiró en experiencias personales y de gente cercana a él. En el libro se habla de la doble moral imperante en la sociedad, encuentros sexuales clandestinos, la carencia de puntos de reunión para el colectivo gay, los abusos, la homofobia, los inicios de las operaciones transexuales en México y muchas otras cosas más. Una parte del libro recoge también las experiencias vividas por Pablo durante su estancia de un año en París. El prólogo del libro corre a cargo de Alejandro Jodorowsky.
Escribió el libro: Así fue, que plantea una interesante mirada de anécdotas misteriosas e inéditas acerca de su vida.
El dramaturgo falleció el 1 de noviembre de 2019 a los 77 años según informó la  Sociedad General de Escritores de México (SOGEM) en su red social Facebook el 2 de noviembre.

## Filmografía

### Cine

#### Actor
- Fando y Lis (1968)
- El topo (1970)
- La montaña sagrada (1972)
- Un amor extraño (1975)

#### Producción
- El topo (1970) - Producción y casting
- Pubertinaje (1971) - Escritor y dirección de una de las dos historias del mediometraje, junto con José Antonio Alcaraz
- La montaña sagrada (1972) - Producción y casting
- ¿No oyes ladrar a los perros? (1976) - Asistente de producción y casting / Coautor del guion
- El sexo sentido (1981) - Asistente de producción y casting / Coautor del guion
- Gaby Brimer: Una historia verdadera (1988) - Director de casting, con Susana Alexander y Liv Ulman, entre otros
- Santa sangre (1989) - Asistente de producción y casting

#### Actor
- Chin-Chin, los monstruos se conservan en alcohol
- Cruce de vía
- La señora en su balcón
- La guerra y la paz un día
- Escuela de bufones
- El rey se muere
- El juego que todos jugamos
- La ópera del orden
- Lecumberri
- Lucrecia Borgia (1977)

#### Producción
- Nana (1973) - Asistente y dirección
- Lucrecia Borgia (1977) - Asistente de dirección
- Yocasta Reina (1978) - Asistente de dirección
- La guerra de las piernas cruzadas (1979) - Asistente de dirección
- A calzón amarrado (1980) - Director
- Emanuele en vivo (1981)- Director y autor de la obra
- Reclusorio para señoritas (1982) - Coproductor, director y autor de la obra
- ¡Vampira! (Emanuele de ultratumba) (1983) - Coproductor, director y autor de la obra
- Comicus Tremendus Show (1983) - Producción y dirección de sketches con Mario Helo
- Las Emanuele (1984) - Coproductor, director y autor de la obra
- Carnes Frías (1984) - Productor
- La Sexycienta (1981) - Autor de la obra
- Pedro Infante no ha muerto (1984) - Producción, dirección y autor de la obra
- Sortilegio de amor (1987) - Dirección y adaptación de la obra
- Pecado en la Isla de las Cabras - Producción, dirección y adaptación
- Fellatio: El show (1990) - Coproductor
- La ronda de las arpías (1991) - Producción, dirección y adaptación
- Invítame a mentir  - Dirección y adaptación
- El huevo de Pascua - Dirección y adaptación
- Éxtasis musical (1994) - Producción, dirección y autor de la obra
- Mi amigo es una dama  - Dirección y adaptación
- Deseo bajo los olmos - Producción, dirección y adaptación
- Casémonos juntos - Dirección y adaptación
- Una dulce pesadilla - Dirección y adaptación
- Sugar'95 (1995) - Dirección
- Me enamoré de una bruja - Producción, dirección y adaptación
- Drácula (2000) - Productor ejecutivo
- Retrato de la artista desempleada (2004) - Productor ejecutivo y coordinador de gira
- Teatro del terror - Productor ejecutivo
- Lo que el rancho se llevó - Coordinador de gira
- Las bodas del cielo y el infierno (2004) - Productor ejecutivo (Guadalajara)
- La Marta con ¿votas? (2005) - Coordinador de gira con Raquel Pankowsky
- Aquí se respira el miedo - Productor ejecutivo y coordinador de gira
- Humo, amo y cosas peores (2011) - Coproductor
- La primera madame (2017) - Coproductor y coescritor
- Divas por siempre (2017) - Dirección
- Laika: Una muñeca fantástica (2017) - Coproductor y escritor de la obra